# Opius orbiculator
Opius orbiculator är en stekelart som först beskrevs av Christian Gottfried Daniel Nees von Esenbeck 1811.  Opius orbiculator ingår i släktet Opius och familjen bracksteklar. Arten är reproducerande i Sverige. Inga underarter finns listade i Catalogue of Life.